# 舊金山輕軌J線
舊金山輕軌J線，亦稱J教堂路線（英語：J Church），是美國加州舊金山市區的舊金山輕軌路線，主要服務諾伊谷與巴爾波亞公園等近鄰社區，連結這些社區至城中心。其為舊金山20世紀原始路面電車路線之一，於1917年開始營運，於1981年部分路段改建為現代輕軌系統。許多路面電車在二次大戰之後改成公車路線，但J線因使用私有地的鐵路通行路線，在教堂街介於第18街與第22街之間的路段爬坡，而以原始路線狀態保留下來。此路段的專用道路幅相當窄，只適合電車軌道行駛。

## 外部連結
- Muni Metro and San Francisco rail map (195KB PDF)
- J-Church route information from the SF Muni Map Project